# Unité urbaine de Troyes
L'unité urbaine de Troyes est une unité urbaine française centrée sur la commune de Troyes, première ville du département de l'Aube en région Grand Est.
Elle fait partie de la catégorie des grandes agglomérations urbaines de la France, c'est-à-dire ayant plus de 100 000 habitants.

## Données générales
En 2010, selon l'INSEE, l'unité urbaine de Troyes était composée de dix-neuf communes, toutes situées dans le département de l'Aube, plus précisément dans l'arrondissement de Troyes.
En 2020, à la suite d'un nouveau zonage, elle est composée de dix-huit de ces communes, celle de Verrières ayant été retirée du périmètre.
En 2022, avec 139 880 habitants, elle constitue la 1re unité urbaine du département de l'Aube, devançant de très loin l'unité urbaine de Romilly-sur-Seine, la deuxième agglomération de ce département, et occupe le 6e rang dans la région Grand Est.
En 2022, sa densité de population s'élève à 856 hab/km2, ce qui en fait de très loin l'unité urbaine la plus densément peuplée du département de l'Aube.
Par sa superficie, elle ne représente que 2,72 % du territoire départemental mais, par sa population, elle regroupe 44,97 % de la population du département de l'Aube en 2022, soit près de la moitié de la population départementale.

Agglomérations de plus de 100000 habitants en France en 2022.

## Composition 2020 de l'unité urbaine
Elle est composée des dix-huit communes suivantes :
| Nom                      | Code Insee | Département | Statut       | Superficie (km2) | Population (dernière pop. légale) | Densité (hab./km2) | Modifier                                    |
| ------------------------ | ---------- | ----------- | ------------ | ---------------- | --------------------------------- | ------------------ | ------------------------------------------- |
| Troyes (ville-centre)    | 10387      | Aube        | ville-centre | 13,20            | 62 443 (2022)                     | 4 731              | modifier les données · modifier les données |
| Barberey-Saint-Sulpice   | 10030      | Aube        | banlieue     | 9,36             | 1 551 (2022)                      | 166                | modifier les données · modifier les données |
| Bréviandes               | 10060      | Aube        | banlieue     | 6,14             | 3 091 (2022)                      | 503                | modifier les données · modifier les données |
| Buchères                 | 10067      | Aube        | banlieue     | 7,14             | 1 959 (2022)                      | 274                | modifier les données · modifier les données |
| La Chapelle-Saint-Luc    | 10081      | Aube        | banlieue     | 10,48            | 12 603 (2022)                     | 1 203              | modifier les données · modifier les données |
| Creney-près-Troyes       | 10115      | Aube        | banlieue     | 15,76            | 1 996 (2022)                      | 127                | modifier les données · modifier les données |
| Lavau                    | 10191      | Aube        | banlieue     | 5,74             | 971 (2022)                        | 169                | modifier les données · modifier les données |
| Les Noës-près-Troyes     | 10265      | Aube        | banlieue     | 0,73             | 3 260 (2022)                      | 4 466              | modifier les données · modifier les données |
| Pont-Sainte-Marie        | 10297      | Aube        | banlieue     | 3,99             | 5 202 (2022)                      | 1 304              | modifier les données · modifier les données |
| La Rivière-de-Corps      | 10321      | Aube        | banlieue     | 7,26             | 3 681 (2022)                      | 507                | modifier les données · modifier les données |
| Rosières-près-Troyes     | 10325      | Aube        | banlieue     | 6,23             | 4 866 (2022)                      | 781                | modifier les données · modifier les données |
| Saint-André-les-Vergers  | 10333      | Aube        | banlieue     | 5,86             | 12 695 (2022)                     | 2 166              | modifier les données · modifier les données |
| Sainte-Maure             | 10352      | Aube        | banlieue     | 20,92            | 1 792 (2022)                      | 86                 | modifier les données · modifier les données |
| Sainte-Savine            | 10362      | Aube        | banlieue     | 7,55             | 10 457 (2022)                     | 1 385              | modifier les données · modifier les données |
| Saint-Germain            | 10340      | Aube        | banlieue     | 13,80            | 2 402 (2022)                      | 174                | modifier les données · modifier les données |
| Saint-Julien-les-Villas  | 10343      | Aube        | banlieue     | 5,26             | 6 752 (2022)                      | 1 284              | modifier les données · modifier les données |
| Saint-Parres-aux-Tertres | 10357      | Aube        | banlieue     | 11,82            | 3 214 (2022)                      | 272                | modifier les données · modifier les données |
| Villechétif              | 10412      | Aube        | banlieue     | 12,24            | 945 (2022)                        | 77                 | modifier les données · modifier les données |

## Évolution démographique
L'évolution démographique ci-dessous concerne l'unité urbaine selon le zonage de 2020.
| 1968    | 1975    | 1982    | 1990    | 1999    | 2006    | 2011    | 2016    | 2022    |
| ------- | ------- | ------- | ------- | ------- | ------- | ------- | ------- | ------- |
| 117 710 | 130 519 | 129 435 | 126 818 | 129 612 | 131 812 | 130 713 | 134 846 | 139 880 |

Comme l'indique le tableau et le graphique ci-dessus, la population de l'unité urbaine de Troyes a connu une forte augmentation entre 1968 et 1975. Puis à partir de cette date jusqu'en 1990, elle a entamé une légère décroissance de sa population. Cette baisse démographique a été enrayée depuis 1999 où l'unité urbaine de Troyes s'accroît régulièrement et son chiffre de population est désormais supérieur à celui de 1975.

#### Données générales
- Unité urbaine en France
- Aire d'attraction d'une ville
- Liste des unités urbaines de France

#### Données démographiques en rapport avec l'unité urbaine de Troyes
- Aire d'attraction de Troyes
- Arrondissement de Troyes

#### Données démographiques en rapport avec l'Aube
- Démographie de l'Aube